# Lawrence Tierney
Lawrence James Tierney (Brooklyn, Nueva York, 15 de marzo de 1919 - Los Ángeles, California, 6 de febrero de 2002) fue un actor estadounidense. Conocido por hacer papeles como gánster, quizás sus más memorables actuaciones fueron en Dillinger y en Reservoir Dogs (1992) de Quentin Tarantino, casi 50 años después.

## Biografía
Tierney nació en Brooklyn, Nueva York, hijo de Mary y Lawrence Tierney, un policía. De joven ganó una beca en un instituto de Manhattan, pero lo abandonó para viajar por el país, consiguiendo empleos temporales. En 1943, RKO Pictures le ofreció un contrato cuando un cazatalentos vio su actuación en un teatro irlandés.

## Filmografía
- Armageddon (1998) (sin acreditar) como el padre de Harry Stamper.
- Los Simpson - "Marge Be Not Proud" (1995) como Don Brodka, oficial de seguridad de la tienda.
- Red (1993)
- Reservoir Dogs (1992)
- Seinfeld - "The Jacket" (1991) como Alton Benes.
- The Naked Gun: From the Files of Police Squad! (1988).
- Star Trek: The Next Generation (1987) como Cyrus Redblock, un gánster.
- Prizzi's Honor (1985)
- Hill Street Blues como Sargento Jenkins.
- The Prowler como Mayor Chatham.
- Arthur (1981)
- Gloria (1980)
- Female Jungle (1954)
- El mayor espectáculo del mundo (1952)
- The Hoodlum (1951)
- The Devil Thumbs a Ride (1947)
- Born to Kill (1947)
- Back to Bataan (1945)
- Dillinger (1945)
- The Falcon Out West (1944) (sin acreditar)